# Університет Монса
Університет Монса (фр. Université de Mons) — бельгійський університет, розташований у місті Монс, заснований у 2009 році шляхом злиття інженерного факультету Монса (FPM) та університету Монс-Ено. Об’єднання закладів було досягнуто відповідно до географічної логіки через високу взаємодоповнюваність між ними та їх розташування в одному місті.
Це злиття було прийнято двома університетами 6 липня 2007 року та підтверджено парламентом бельгійської французької спільноти 25 листопада 2008 року. З адміністративної точки зору Університет Монса був заснований 1 січня 2009 року.
Професор Калоджеро Конті, колишній ректор інженерного факультету Монса, став першим ректором університету Монса.
Університет Монса є четвертим (із шести) університетом французької громади Бельгії, де навчається понад 10 000 студентів.

## Факультети
- Faculté Polytechnique de Mons (FPMs) – інженерний факультет
- Факультет економіки та менеджменту (Вароке)
- Факультет психології та педагогічних наук
- Медико-фармацевтичний факультет
- Факультет наук
- Факультет письмового та усного перекладу (FTI-EII)
- Факультет архітектури та містобудування (з 2010 р.)

## Інститути
- Інститут соціальних наук
- Інститут правових наук
- Інститут мовних наук

## Дослідження
- 20 дослідницьких напрямків (групування кількох лабораторій на дослідницьке поле)
- 4 дослідницькі центри:
  - Мультітел (ІКТ)
  - Materia Nova (Матеріали)
  - Inisma (керамічні матеріали)
  - CETIC (ІКТ)
- Десятки спін-оффів, стартапів, патентів...

## Освіта
У співпраці з Вільним університетом Брюсселя у Брюссельському інженерному інституті було створено декілька програм «Міжнародний магістр» (усі курси англійською мовою):
- ТЕЛЕМДІЯ

Програма TELEMEDIA розроблена для любителів телекомунікацій та мультимедіа, які бажають отримати навички та знання в цих прикладних галузях. Ступінь, безумовно, є активом у провідних секторах, таких як: супутники, телефонні послуги, кабельне мовлення та телефонія, мультимедійні програми, комп’ютерні мережі, безпека даних, мобільні телефони та Інтернет-телекомунікаційні технології.
- BIOSYS

BIOSYS є спеціалізованим магістром у галузі біосистемної інженерії, який зосереджується на методах і техніках вимірювання, обробки сигналів, системного моделювання, оптимізації та керування за допомогою додатків у обробці медичних сигналів і зображень, а також процесів у біоіндустрії, включаючи червоний, зелений і біла біотехнологія.
- МАТЕРІАЛОЗНАВСТВО - ВІД ДИЗАЙНУ ДО ЗАСТОСУВАННЯ

Ступінь магістра в галузі матеріалознавства "Від проектування до застосування" спрямована на забезпечення багатодисциплінарної науково-орієнтованої підготовки в галузі матеріалознавства. Зверніть увагу, що цей майстер отримує переваги від міждисциплінарної співпраці між школами інженерії та факультетами природничих наук. Він також виграє від участі дослідницьких центрів Materia Nova та INISMa.

## Академічні профілі
Університет входить до основних світових рейтингів університетів, наприклад, до Академічного рейтингу університетів світу, QS World University Rankings і US News &amp; World Report Рейтинг найкращих світових університетів.

## Видатні випускники
- Еліо Ді Рупо, хімік, політик і колишній прем'єр-міністр Бельгії.
- Сумія Фахд, марокканський герпетолог
- Грета Тінтін Елеонора Ернман Тунберг, активістка